# Абдулелах Хајдер Шаје
Абдулелах Хајдер Шаје, или Абд ал-ллах Хајдар ал Шаи (рођен око 1977. године), је истакнути јеменски истраживачки новинар, најпознатији по извештавању о нападу крстарећим ракетама Сједињених Америчких Држава 17. децембра 2009. године на Ал Маџалах у јужном Јемену, својим интервујима са лидерима Ал Каиде, и контроверзном природом свог хапшења и каснијег затварања 2011. године.
У 2011.години, Шаје је ухапшен, тучен и држан у изолацији у трајању од 34 дана. Касније му је суђено и осуђен је за терористичке активности, добивши казну од пет година затвора, двогодишње огрничење кретања и надзор власти. Његова осуда и казна наишле су на негодовање јеменског становништва. На дан 2. фебруара 2011. године, предсједник Барак Обама је телефонски разговарао тадашњим председником Јемена Али Абдулах Салехом о сарадњи у борби против тероризма и Ал Каиде на Арапском полуострву. На крају разговора, Обама је „изразио бригу” у вези са пуштањем Шајеа. У то време, Шаје још није био пуштен на слободу, али је Салех већ имао припремљено помиловање. Као резултат тога, Шаје није није био пуштен на слободу до 2013. године.
Шаје је преко брака повезан са радикалним исламским клером Абдул Мајид ал Зинданијем и искористио је ову везу и друге контакте како би стекао приступ лидерима Ал Каиде, укључујући и преминулог јеменско-америчког мислиманског клера Анвара ел Авлакија.
У 2013. години, Шаје је освојио прижељкивану награду „Alkarama Human Rights Defenders award” у Женеви за свој рад на откривању чињеница у вези са вођењем рата, уз помоћ беспилотних летелица, под вођством Сједињених Америчких Држава у његовој земљи.

## Извештавање о бомбардовању ал Маџалаха
Шаје је известио да је место бомбардовања ал Маџалаха било посуто остацима америчких крстарећих ракета и касетних бомби, што је у супротности с тврдњама јеменске владе да су они били одговорни за напад. Званичници Пентагона негирали су одговорност Сједињених Америчких Држава, али су касније Шајеве тврдње потврђене од стране Амнести интернашонала, дневних новина Телеграф, и из процурелих дипломатских канала. Такође је известио да је у бомбардовању живот изгубило 21 дете и 14 жена.

## Затвор
На дан 16. августа 2010. године, Шаје је ухапшен од стране јеменских власти. Након 34 дана заробљеништва, осуђен је за терористичке активности на суђењу које је било окарактерисано, од стране Амнести интернашонала, Хјуман рајтс воч, Комитета за заштиту новинара и Међународне федерације новинара, као фарса. Осуђен је на 5 година затвора. Након јавног негодовања племенских вођа у Јемену против Шајевог затварања, председник Јемена Али Абдулах Салих био је спреман да пусти Шајеа, али је након телефонског разговора са председником Барак Обамом 2. фебруара 2011. године, који је изразио „забринутост” у вези са скорим пуштањем Шајеа, променио став.
Новинар Џереми Скејхил је известио да је, према његовим изворима у Јемену, Салах опозвао помиловање примарно због телефонског позива председника Барака Обаме. Скејхил је сугерисао да је сарадњу Салаха могла подстаћи финансијска помоћ коју је Јемен добио од Сједињених Америчких Држава за борбу против тероризма..
Дана 23. јула 2013. године, Шаје је пуштен из затвора да издржава преостале две године, своје петогодишње казне, у кућном притвору.